# إيفان كاربينكو كاري
إيفان كاربوفيتش توبيليفيتش، (بالأوكرانية: Іва́н Ка́рпович Тобіле́вич)؛ (الروسية: Ива́н Ка́рпович Тобиле́вич) معروف باسم إيفان كاربينكو كاري هو كاتب وكاتب مسرحي وممثل أوكراني، عُيّن كأحد نجوم المسرح المحلي الأوكراني.

## حياته
ولد ونشأ في قرية أرسينيفكا، وكان شقيق ميكولا سادوفسكي، وباناس ساكسانسكي، وماريا سادوفسكي باريلوتي. في عام 1870 تزوج من نادية تاركوفسكي. كان في 29 سبتمبر 1845، في أرسينيفكا، وهي قرية قريبة من يليسافيتغراد. درس في مدرسة منطقة بوبرينيتسكي، ومن عام 1859 عمل كاتبًا في بلدة مالا فيسكا ثم كاتبًا في إدارة المدينة، وعمل في محكمة المقاطعة عام 1864.

## أعماله
بدأت أعماله في عام 1883، وفي العام التالي نُفي إلى نوفوتشركاسك، عندما كتب دراماته الأولى. عاد إلى أوكرانيا، وفي المرحلة الأخيرة من حياته ذهب إلى برلين، حيث توفي هناك عام 1907.
تتكون أعماله من ثمانية عشر مسرحية، من بينها مسرحيات كوميدية ساخرة مثل الحكيم والأحمق، ومارتن بوروليا، ومائة ألف، والسيد، والفتاة الخادمة، والعذراء عديمة الحظ، وحكاية الأب، وعلى طول نهر الدنيبر.

## روابط خارجية
- Произведения Карпенко-Карого на аудиобиблиотеке litplayer
- Гордость Украины — Иван Карпенко-Карый
- Карпенко-Карый Иван Карпович (Тобилевич)
- «Долі нащадків І.К. Карпенка-Карого (Тобілевича)»
- Наталія Гарбар. До реконструкції родоводу Тобілевичів (стор. 28-35)